# تشارلز تاونسند كوبلاند
تشارلز تاونسند كوبلاند (بالإنجليزية: Charles Townsend Copeland)‏ هو معلم أمريكي، ولد في 27 أبريل 1860، وتوفي في 24 يوليو 1952.

## وصلات خارجية
- تشارلز تاونسند كوبلاند على موقع الموسوعة البريطانية (الإنجليزية)